# Клаве, Ансельмо
Хосе Ансельмо Клаве́ и Кампс, более известный как Ансельмо Клаве́ (кат. Josep Anselm Clavé i Camps; 21 апреля 1824, Барселона — 25 февраля 1874), Барселона) — поэт, политик, композитор, один из создателей испанского направления в музыке. Основатель хорового движения в Испании.

## Биография
Ансельмо Клаве родился в барселонском квартале Ла-Рибера в семье резчика по дереву. Ребёнком освоил токарное дело, но оставил его, чтобы посвятить всего себя самообразованию, изучению музыки и поэзии. В молодости исполнял произведения собственного сочинения в кофейнях Барселоны под аккомпанемент гитары.
Демонстрируя левые взгляды, поддерживал дружеские отношения с Нарсисом Монтуриолем и Абдоном Террадесом, сотрудничая с которыми, работал над созданием первой коммунистической ежедневной газеты Каталонии. Между 1840 и 1843 активно участвовал в городских мятежах, состоявшихся в Барселоне; вскоре после разгрома резиденции Бальдомеро Эспартеро местными торговцами и ремесленниками (декабрь 1842) был арестован и заключён в тюрьму.
После освобождения вернулся к музыкальным номерам в кофейнях Барселоны, продолжив изучать музыкальную традицию своего времени и намереваясь доказать, что его музыка, вдохновляющая слушателей своей поэтической целостностью и утонченностью, может пользоваться успехом, несмотря на отсутствие мажорных настроений.
Вскоре Клаве становится руководителем ансамбля «Утренняя заря» (La Aurora). Группа занималась интерпретированием серенад и, в основном, выступала в кафе. Проблемой для ансамбля стало определение репертуара, подходящего для группы столь разноплановых музыкантов. В результате Клаве предложил исполнять все возможные произведения, при этом попытавшись сохранить полифоническую текстуру музыки. Так родилась идея создания хора «Братство» (La Fraternidad), что стало принципиально новым направлением в музыке для Испании (2 февраля 1850). Репертуар хора составлялся в соответствии с прогрессивной и филантропической идеологией творчества Клаве, цель которого приблизить музыку (и всю культуру) к рабочему классу, лишенного, на тот момент, данной привилегии. Он организовывает кружок «братских танцев» в Барселоне, участвовать в которых мог представитель любого общественного слоя.
«Братство» сформировало в Барселоне новую тенденцию, со временем распространившуюся и на соседние населенные пункты, в которых также стали появляться хоровые группы. Хоровое пение приобрело размах, свойственный разного рода рабочим движениям, оно утверждало веру в хорошую жизнь, в свой труд и своё дело. В 1853 Клаве арендует Сады Нимфы (los Jardines de la Ninfa), являющиеся частью Пасео-де-Грасиа, для постановки спектаклей с песнями и танцами, что вызвало недовольство представителей элиты, в результате мероприятие переместилось в Campos Elíseos (также входящие в состав Пасео де Грасиа). Мероприятие имело огромный успех, однако после кризиса 1855, Клаве был депортирован на Балеарские острова, возобновить новую традицию ему удалось лишь после возвращения в 1857, в этом же году хор «Братство» сменил название на «Sociedad Coral Euterpe». Спектакли и танцы Садов Евтерпе (los Jardines de Euterpe) были столь популярны, что Клаве принял решение издать программу мероприятий, названную Эхо Евтерпе (Eco de Euterpe), где перечислялись все связанные с мероприятием события наравне с литературным обозрением и новостями. В 1860 была основана «Ассоциация Евтерпес» (Asociación Euterpense) — общее собрание хоров.
Между 1860 и 1864 в Каталонии происходил расцвет художественного направления Клаве. Тысячи певцов и сотни музыкантов собирались на общих концертах. В это время Клаве переложил на хоровую музыку инструментальные фрагменты оперы Тангейзер, исполненную хором под аккомпанемент оркестра Большого оперного театра Лисеу, что стало первым исполнением музыки Рихарда Вагнера в Испании (16 июля 1862). «Ассоциация Евтерпес» издавала газету El Metrónomo, распространяя через неё основные доктрины новой хоровой каталонской традиции. В 1867 Клаве вновь был арестован и сослан в Мадрид, однако на этот раз хоровая традиция уже была достаточна самобытна, и отсутствие мэтра не повлияло ни на одно мероприятие.
Со времен Славной революции 1868 года, а затем и Сентабряской революции 1931 хоровая традиция Клаве́ не переставала быть основным инструментом воодушевления масс.
Клаве никогда не прекращал своей политической деятельности. Он входил в состав комитета редакторов La Renaixença и занимал несколько государственных должностей. В 1868 году был членом Революционного собрания, а через год стал вице-президентом Договора Тортосы. В 1871 был выбран депутатом и получил звание президента Депутации Барселоны. В 1873 после основания Первой испанской республики стал губернатором провинции Кастельо́н и делегатом правительства Таррагона. Тем не менее 3 января 1874 после вмешательства генерала Мануэля Павии первой республике и всем демократическим надеждам на демократию пришёл конец. Клаве вернулся в Барселону, где и умер в феврале, несколько недель спустя. Его девизом всегда были слова «Прогресс, добродетель и любовь» (кат. Progrés, virtut i amour)

## Творчество

Улица маэстро Хосе́ Ансельмо Клаве́ в Ла-Корунья.

Поэзия Клаве формировалась под влиянием романтизма и в особенности творчества французского поэта Пьера-Жана де Беранже.
Его творчество, главным образом, предназначалось для социально активных масс, и формировалось по двум направлениям:
- танцевальная музыка, песня с инструментальным сопровождением: вальс, полька, шоттиш…
- концертная полифоническая музыка: гимны, баркарола, пасторела…

Каждому направлению свойственен свой особый музыкальный стиль. В танцевальной музыке чувствуется влияние Верди, присущий ему экстравертный и триумфальный характер, в то время как концертной музыки Клаве присущ особый интимный характер, обращение к пастушеским темам с их идиллическим миром и идеализируемой природой, а часто и с мифологическими отсылками.
Клаве стремился к возвращению идеала предпромышленного общества, деревенского мира, где человек свободен. Поэтому выбор мэтра в проведении концертов пал на сцену в крупнейшем парке города.
Клаве является ключевой фигурой для музыкальной, особенно каталонской, традиции XIX века:
- Он оформил испанскую хоровую традицию, приблизив свою страну европейской культурной традиции.
- Он вернул рабочему классу возможность самовыражения и, вместе с этим, чувство групповой сплоченности.
- Он способствовал созданию коллективного движения, ставшего в лице хорового пения основой для объединения каталонцев.
- Он создал новое музыкальное направление — хоровую музыку.

Как автор оперетт Ансельмо Клаве был один из первых, кто поставил на сцене Большого оперного театра Лисеу оперетту L´aplec del Remei на каталонском языке (30 декабря 1859). Чуть позже он также ставил «Искусство колдовства» (L’art de la bruixeria) по текстам Конрада Руера и Видаля Валенсиано.